# Bartlesville (Oklahoma)
Bartlesville es una ciudad ubicada en los condados de Osage y Washington en el estado estadounidense de Oklahoma. En el año 2010 tenía una población de 35750 habitantes y una densidad poblacional de 653,56 personas por km².

## Geografía
Bartlesville se encuentra ubicada en las coordenadas 36°44′50″N 95°57′34″O / 36.74722, -95.95944 (36.747193, -95.959498).

## Demografía
Según la Oficina del Censo en 2000 los ingresos medios por hogar en la localidad eran de $35,827 y los ingresos medios por familia eran $44,617. Los hombres tenían unos ingresos medios de $35,699 frente a los $23,071 para las mujeres. La renta per cápita para la localidad era de $21,195. Alrededor del 12.7% de la población estaban por debajo del umbral de pobreza.